# Alberto Franceschini
Alberto Franceschini   (Reggio de l’Emília, 26 d'octubre de 1947 - Milà, 11 d'abril de 2025) va ser un activista polític italià, fundador i militant de les Brigades Roges, un dels més rellevants juntament amb Renato Curcio i Margherita Cagol.

## Biografia
Franceschini va néixer en una família de tradició comunista. El seu pare, Carlo, va ser detingut per activitat antifeixista durant els anys al poder del feixisme italià, mentre que l'avi va ser, el 1921, un dels fundadors del Partit Comunista d'Itàlia (PCI); ambdós van participar en la Resistència contra el feixisme i el nazisme. Aquests precedents familiar van facilitar el seu ingrés en política, de fet, va sostenir que la militància brigatista era per ell una continuació de la lluita partisana: «A principis dels anys seixanta, quan jo tenia quinze anys i els llocs de socialització més importants de la meva part del món eren les tavernes on es reunien els vells partisans, que només tenien quaranta anys, i ja es vivien com a finits que t'explicaven sobre la Resistència traïda».
Va entrar molt jove en política molt jove a les files de la Federació Juvenil Comunista Italiana (FGCI), amb la qual va quedar defraudat el 1969, després dels xocs amb el servei d'orde del PCI en una manifestació contra la base de l'OTAN al barri de Miramare de Rímini. Després d'una sèrie d'addicionals incomprensions va dimitir del partit. De seguida va fundar el Col·lectiu Polític Obrers Estudiants (Collettivo Politico Operai Studenti, COPS) a Reggio de l'Emília, grup a què també van pertànyer els futurs brigatistes rojos Lauro Azzolini, Fabrizio Pelli, Franco Bonisoli i Prospero Gallinari. El grup va tenir contactes amb el grup milanès que girava al voltant de Renato Curcio, i el 1970 van crear un grup conjunt anomenat Esquerra Proletària (Sinistra Proletaria). El novembre de 1969 va participar en el conveni de Chiavari, segons el qual va informar Giorgio Galli, a l'Hotel Stella Maris de Chiavari, de propietat d'un institut religiós, es van reunir una setentena de militants del Col·lectiu polític Metropolità de Milà. Entre ells, n'hi havia molts que l'any següent acabarien fundant les Brigades Roges. Així doncs, l'agost de 1970, es va signar el conveni de Pecorile, en el qual es va decidir fer el pas a la lluita armada.

## Lluita armada
El febrer del 1971 no es va presentar a la lleva del servei militar i va passar a la clandestinitat: va ser el primer brigatista oficialment fugitiu. A Milà, el 1970, s'adherí a la lluita armada i va fundar les Brigades Roges amb Renato Curcio i Margherita Cagol, esdevenint-ne un dels seus líders. A l'inici, tal com explica, s'entrenaven a les muntanyes amb armes cedides per antics partisans, després van començar les primeres accions urbanes, primer amb accions de sabotatge i incendis als automòbils dels dirigents de la SIT-Siemens, i després amb segrestos i ferits.
Franceschini, al costat de Curcio i Margherita Cagol, els altres dos fundadors de les Brigades Roges, va organitzar i va participar en el segrest del jutge Mario Sossi, raptat a Gènova el 18 d'abril de 1974 i alliberat a Milà el 23 de maig del mateix any. Probablement va ser l'oposició de Franceschini a un final violent (mentre que altres brigadistes, en especial Mario Moretti, van tenir en compte la idea de matar-lo, després d'una votació), que tanmateix considerava probable salvar la vida de Sossi i permetre'n el seu alliberament sense contrapartida. El jutge va rebutjar successivament de trobar-se amb ell públicament, encara que va ser estar disponible per a una trobada privada.
El 17 de juny del 1974 les Brigades Roges van assassinar els neofeixistes Graziano Giralucci i Giuseppe Mazzola a la seu del Moviment Social Italià del carrer Zabarella de Pàdua. Franceschini, amb sentència definitiva de la Primera Secció de Cassació del 2 de juliol de 1992, va ser sentenciat com a culpable de doble homicidi, definit com a cínic i cruel, a 18 anys de presó havent-se beneficiat de les reduccions de pena previstes per la legislació de recompensa i del ritu previst pel codi de procediment penal recentment entrat en vigor. A la mateixa sentència van ser condemnats Renato Curcio, Mario Moretti, Roberto Ognibene, Susanna Ronconi, Giorgio Semeria i Martino Serafini. Fabrizio Pelli, també acusat d'autoria del doble assassinat, va morir durant el procés.

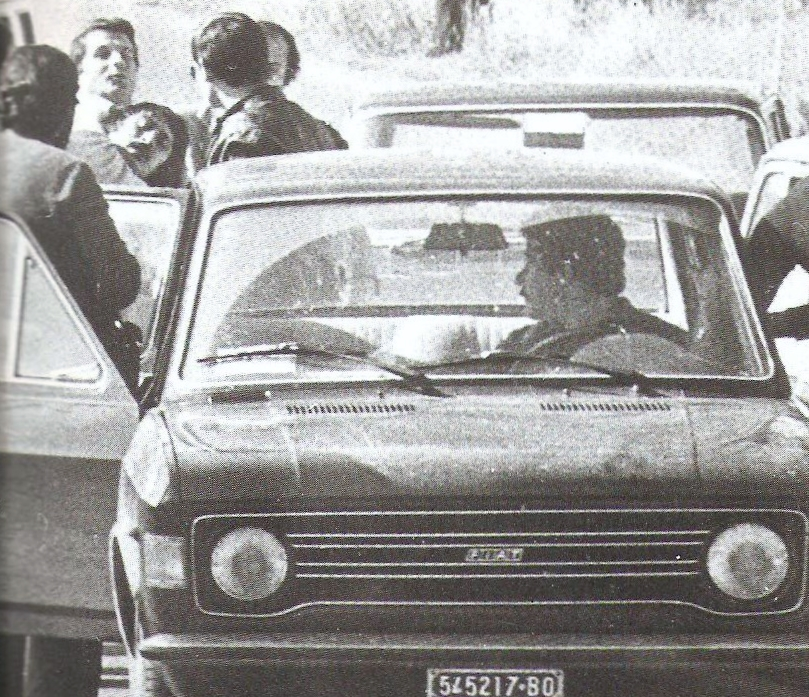
Detenció de Curcio (al volant) i de Franceschini (a l'esquerra) el 1974

El setembre del mateix any va serr detingut a Pineròl, juntament amb Renato Curcio, després d'una iniciativa de Silvano Girotto, anomenat el «Frate Mitra», que per raons ideològiques havia decidit servir-se dels carabiners per detenir les Brigades Roges, infiltrant-se entre els col·laboradors de l'organització en col·laboració amb Carlo Alberto dalla Chiesa. Mario Moretti, l'altre membre de la direcció estratègica, es va escapar de la detenció i va esdevenir cap de les Brigades Roges. Franceschini va ser condemnat a més de 60 anys de presó per doble homicidi, constitució de banda armada, constitució d'associació subversiva, segrest, ultratge a un càrrec públic i revolta a la presó, però després la pena va ser reduïda.
El 1982, després d'haver reivindicat prèviament la mort d'Aldo Moro des de la presó, es va desvincular de la lluita armada sense haver estat condemnat encara per delictes d'homicidi pels quals serà sentenciat definitivament el 1992. Tot i no negar la seva militància, al llarg dels següents anys es va anar distanciant de la violència política, expressant un penediment que serà jutjat com a «sincer». El 1987 se li van concedir els primers permisos de recompensa i després en arrest domiciliari, del qual tenia l'obligació de residir al propi apartament amb l'autorització a rebre visites d'amics i coneguts, entre ells la del vell amic de joventut Pierangelo Bertoli. El 1992 va deixar la presó definitivament, quan la seva pena es va extingir (gràcies a les reduccions derivades dels beneficis legals) després de 18 anys de reclusió i, de llavors ençà, va treballar a l'Associació Recreativa i Cultural Italiana (ARCI) de Roma, com a dirigent d'una cooperativa social que s'ocupava de facilitar treball i ajuda a immigrants, aturats, menors en risc, presos i drogodependents.
El 1999 va tenir una audiència a la comissió parlamentària d'investigació sobre el terrorisme a Itàlia i sobre les causes de la manca d'identificació dels responsables de les massacres. Pels fets passats fins a la seva detenció, va parlar per coneixement directe, mentre que pels fets passats d'aleshores ençà, va parlar com a persona informada i per inducció. El 2002, Silvano Girotto («Frate Mitra»), que l'havia fet detenir el 1974 a Pineròl, al costat de Renato Curcio, li va demanar, per mitjà de sor Teresilla Barillà, una trobada per reconsiderar amb calma el que havia passat gairebé trenta anys abans. Mentre que Curcio va preferir declinar la invitació, Franceschini va acceptar i des d'aleshores es va establir una relació d'amistat entre dos antics enemics acèrrims. El març de 2007, en una entrevista realitzada per Studio Aperto a la via Fani, lloc del segrest d'Aldo Moro i assassinat del seu escorta, va provocar diverses polèmiques, fins al punt que va provocar la intervenció del president de la República Giorgio Napolitano.

## Obra publicada
- Mara, Renato e io. Storia dei fondatori delle BR, amb Pier Vittorio Buffa i Franco Giustolisi, Milà, A. Mondadori, 1988. ISBN 88-04-30567-3.
- La borsa del Presidente. Ritorno agli anni di piombo, amb Anna Samueli, Roma, Ediesse, 1997. ISBN 88-230-0271-0.
- Che cosa sono le BR. Le radici, la nascita, la storia, il presente, amb Giovanni Fasanella, Milà, BUR, 2004. ISBN 88-17-00234-8.